# Australisch Amateur
Het Australisch Amateur is een golftornooi in Australië.  Er bestaat een amateurkampioenschap voor dames en voor heren. De kampioenschappen begonnen in 1894.

## Heren
Het toernooi begon onder de naar Victorian Golf Cup op de Royal Melbourne Golf Club maar geldt sinds 1898  als internationaal amateurkampioenschap van dat land. De eerste editie vond plaats in 1894. De organisatie is in handen van Golf Australia.
In 1958 veranderde de formule: voorheen was het voor de heren uitsluitend een matchplay-toernooi, maar omdat er steeds meer deelnemers kwamen, worden sinds 1958 de eerste vier rondes in strokeplay gespeeld waarna de beste 32 in matchplay verdergaan. Van 1958-2005 kreeg de winnaar van het strokeplay-onderdeel de 'Australian Medal' uitgereikt.
Sinds 2006 wordt de winnaar van het strokeplay-onderdeel de Australisch Amateur Strokeplaykampioen genoemd. 

### Winnaars
| Victorian Golf Cup - 1894: Louis Whyte - 1895: R A A Balfour-Melville - 1896: Harry A Howden - 1897: Harry A Howden - 1898: Harry A Howden - 1899: C E S Gillies - 1900: Louis Whyte Australisch Amateur - 1901: H A Howden - 1902: H C Macneil - 1903: Dan Soutar - 1904: J D Howden - 1905: Michael Scott | - 1906: E A Gill - 1907: Michael Scott - 1908: Clyde Pearce - 1909: Michael Scott - 1910: Michael Scott - 1911: J D Howden - 1912: H D Morrison - 1913: A R Lempriere - 1914-1919: niet gespeeld - 1920: Eric Apperly - 1921: Cyril Legh Winser - 1922: Ivo Whitton - 1923: Ivo Whitton - 1924: H R Sinclair | - 1925: H R Sinclair - 1926: Leonard Nettlefold - 1927: W S Nankivell - 1928: Leonard Nettlefold - 1929: Mick Ryan - 1930: Harry Hattersley - 1931: Harry Williams - 1932: Reg Bettington - 1933: W L Hope - 1934: Tom McKay - 1935: Jim Ferrier - 1936: Jim Ferrier - 1937: Harry Williams - 1938: Jim Ferrier | - 1939: Jim Ferrier - 1940-1945: niet gespeeld - 1946: Alan Waterson - 1947: Harry Hattersley - 1948: Doug Bachli - 1949: Bill Ackland-Horman - 1950: Harry Berwick - 1951: P F Heard - 1952: Bob Stevens - 1953: P F Heard - 1954: Peter Toogood - 1955: J N Rayner - 1956: Harry Berwick - 1957: Barry Warren |

| Jaar | Matchplay                             | Strokeplay                                      |
| ---- | ------------------------------------- | ----------------------------------------------- |
| 1958 | Kevin Hartley                         | J Higson                                        |
| 1959 | Bruce Devlin                          | Jack Coogan                                     |
| 1960 | E A Ball                              | L O'Shea                                        |
| 1961 | Tom Crow                              | P Billings                                      |
| 1962 | Doug Bachli                           | A Hutton                                        |
| 1963 | J O Hayes                             | Harry Berwick, E Routley                        |
| 1964 | Barry Baker                           | N Bartell                                       |
| 1965 | Kevin Donohoe                         | Kevin Hartley                                   |
| 1966 | Bill Britten                          | V Bulgin                                        |
| 1967 | John Muller                           | Tony Gresham                                    |
| 1968 | R E Stott                             | B Burgess, D Grant, Bob Shearer                 |
| 1969 | Bob Shearer                           | D Good                                          |
| 1970 | Peter Bennett                         | B Warren                                        |
| 1971 | Randall Hicks                         | M Cahill                                        |
| 1972 | Colin Kaye                            | K Drage, Colin Kaye, S Mackay                   |
| 1973 | R A Jenner                            | P Headland                                      |
| 1974 | Terry Gale                            | E Booth, Terry Gale                             |
| 1975 | Chris Bonython                        | Tony Gresham                                    |
| 1976 | Peter Sweeney                         | Chris Bonython, B Cook, Peter Sweeney, D Witham |
| 1977 | Tony Gresham                          | Tony Gresham, Colin Kaye                        |
| 1978 | Mike Clayton                          | E Booth                                         |
| 1979 | J A Kelly                             | Colin Kaye                                      |
| 1980 | Roger Mackay                          | Colin Kaye                                      |
| 1981 | Ossie Moore                           | Tony Gresham                                    |
| 1982 | E M Couper                            | I Hood, Wayne Smith                             |
| 1983 | Wayne Smith                           | Wayne Smith                                     |
| 1984 | B P King                              | J Hay                                           |
| 1985 | Boonchu Ruangkit                      | Brett Ogle                                      |
| 1986 | David Ecob                            | C Warren                                        |
| 1987 | Brett Johns                           | G Joyner                                        |
| 1988 | Stuart Bouvier                        | J Wade, R Willis                                |
| 1989 | Steven Conran                         | T Mills, J Wade                                 |
| 1990 | Chris Gray                            | S Tait                                          |
| 1991 | Lucas Parsons                         | Lucas Parsons                                   |
| 1992 | Michael Campbell                      | Stephen Leaney                                  |
| 1993 | Greg Chalmers                         | S Collins, A Toogood                            |
| 1994 | Warren Bennett                        | Jason Dawes                                     |
| 1995 | Mathew Goggin (zoon van Lindy Goggin) | D Anderson, Marcus Wheelhouse                   |
| 1996 | David Gleeson                         | J Crow                                          |
| 1997 | Kim Felton                            | Daniel Gaunt, Terry Pilkadaris                  |
| 1998 | Brett Rumford                         | Kim Felton                                      |
| 1999 | Brendan Jones                         | B Bone, Brendan Jones                           |
| 2000 | Brad Lamb                             | Warwick Dews                                    |
| 2001 | Andrew Buckle                         | Steven Bowditch                                 |
| 2002 | Kurt Barnes                           | Andrew Buckle                                   |
| 2003 | Jack Doherty                          | Mitchell Brown                                  |
| 2004 | Andrew Martin                         | Brad Iles                                       |
| 2005 | Eric Ramsay                           | Sung-hoon Kang                                  |
| 2006 | Tim Stewart                           | Jason Day                                       |
| 2007 | Rohan Blizard                         | Andrew Dodt                                     |
| 2008 | Anders Kristiansen                    | Danny Willett                                   |
| 2009 | Scott Arnold                          | Bryden Macpherson                               |
| 2010 | Matt Jager                            | Matt Jager                                      |
| 2011 | Matthew Stieger                       | Cameron Smith                                   |
| 2012 | Marcel Schneider                      | Cameron Smith                                   |
| 2013 | Cameron Smith                         | Brady Watt                                      |

### Winnaressen
Het eerste kampioenschap werd gehouden in 1894, slechts een jaar later dan het Brits Amateur voor dames. Golf was vooral een mannensport en er deden maar 17 dames mee; er werd 36 holes strokeplay gespeeld. Vanaf 1906 werd het toernooi gecombineerd met het Ladies Australian Open. Vanaf 1928 werd het weer een apart toernooi, waarbij een strokeplay-kwalificatie over 36 holes werd gespeeld voor 8 plaatsen. In 1935 deden voor het eerst alle staten mee, het aantal deelneemsters was 91 en het matchplay gedeelte werd uitgebreid tot 16 plaatsen en in 1958 tot 32 plaatsen. Deze formule wordt nog steeds gehanteerd. Er is sinds 1992 ook een internationaal amateurkampioenschap strokeplay.  
Winnaressen 1894-1991
| - 1894: Eveline McKenzie (VIC) - 1895: Eveline McKenzie (VIC) - 1896: Eveline McKenzie (VIC) - 1897: J. Davie (VIC) - 1898: Eveline McKenzie (VIC) - 1899: L. Shaw (VIC) - 1900: E. Calder (VIC) - 1901: E. Guthrie (VIC) - 1902: E. Calder (VIC) - 1903: H.F. DeLittle (VIC) - 1904: M. Trevor Jones (NSW) - 1905: M. Backhouse - 1906: Elvie Whiteside (TAS) - 1907: Leonora Wray (NSW) - 1908: Leonora Wray (NSW) - 1909: A. Gatehouse (VIC) - 1910: N. Parbury (NSW) - 1911: N. Parbury (NSW) - 1912: V. Binnie (VIC) - 1913: P. A. Harrison (TAS) - 1914-1919: niet gespeeld | - 1920: Mrs Guy Williams - 1921: Mona MacLeod (VIC) - 1922: Gladys Hay (VIC) - 1923: L. Gordon (SA) - 1924: Mrs Newton Lees (VIC) - 1925: Mrs A. Gatehouse (VIC) - 1926: Mona MacLeod (VIC) - 1927: Mona MacLeod (VIC) - 1928: Mrs A. Gatehouse (VIC) - 1929: Leonora Wray (NSW) - 1930: Susie Tolhurst (VIC) - 1931: Susie Tolhurst (VIC) - 1932: Mona MacLeod (VIC) - 1933: Oliver Kay - 1934: Mrs Clive Robinson (NSW) - 1935: J. B. Walker - 1936: Oliver Kay - 1937: B. Kernot (VIC) - 1938: B. Kernot (VIC) - 1939: Joan Lewis (VIC) - 1940-1946: niet gespeeld | - 1947: Joan Fisher (VIC) - 1948: Pat Borthwick (NSW) - 1949: Pat Borthwick (NSW) - 1950: J. Wellard (VIC) - 1951: M. Bishop (WA) - 1952: Joan Fisher (VIC) - 1953: Pat Borthwick (NSW) - 1954: Judith Percy (QLD) - 1955: V. Anstey - 1956: Pat Borthwick (NSW) - 1957: Burtta Cheney (VIC) - 1958: Margaret Masters (VIC) - 1959: Mrs M. Dawson (WA) - 1960: Judith Percy (QLD) - 1961: B. Haley (NSW) - 1962: Judith Percy (QLD) - 1963: J. Streit - 1964: Maree Hickey (NSW) - 1965: G. Corry (QLD) - 1966: G. Corry (QLD) - 1967: Judy Perkins (NSW) - 1968: Betty Dalgleish (NSW) - 1969: Maree Hickey (NSW) | - 1970: Judy Perkins (NSW) - 1971: Lindy Goggin (TAS) - 1972: Sandra McCaw (VIC) - 1973: Maisie Mooney - 1974: Sandra McCaw (VIC) - 1975: Jane Lock (VIC) - 1976: Jane Lock (VIC) - 1977: Lindy Goggin (TAS) - 1978: Karen Permezel (VIC) - 1979: Jane Lock (VIC) - 1980: Lindy Goggin (TAS) - 1981: Corinne Dibnah (QLD) - 1982: Regine Lautens - 1983: Sandra McCaw (VIC) - 1984: Sandra McCaw (VIC) - 1985: Helen Greenwood (VIC) - 1986: Edwina Kennedy (NSW) - 1987: Elizabeth Cavill (NSW) - 1988: Caroline Bourtayre - 1989: Jan Higgins - 1990: Jane Shearwood (VIC) - 1991: Louise Briers (VIC) |

Winnaressen na 1992
| Jaar | Matchplay               | Strokeplay                    |
| ---- | ----------------------- | ----------------------------- |
| 1992 | Jane Leary (WA)         | Rebecca Cassey (QLD)          |
| 1993 | Anne-Marie Knight (SA)  | Lynnette Brooky (NZ)          |
| 1994 | Terri McKinnon (VIC)    | Karrie Webb (QLD)             |
| 1995 | Julie Hall              | Tanya Holl (WA)               |
| 1996 | Dayle Linnertson (NSW)  | Toni Clatworthy (WA)          |
| 1997 | Michelle Ellis (NSW)    | Gloria Park (NSW)             |
| 1998 | Michelle Ellis (NSW)    | Kate MacIntosh (VIC)          |
| 1999 | Rebecca Stevenson (QLD) | Rebecca Stevenson (WA)        |
| 2000 | Sandy Grimshaw (QLD)    | Suzie Fisher (NSW)            |
| 2001 | Helen Beatty (WA)       | Rebecca Stevenson (WA)        |
| 2002 | Nikki Campbell (NSW)    | Vicky Uwland (VIC)            |
| 2003 | Katy Jarochowicz (NSW)  | Sarah Kemp (NSW)              |
| 2004 | Marousa Polias (NSW)    | Mi Sun Cho (VIC)              |
| 2005 | Sarah Oh (NSW)          | Sarah Kemp (NSW)              |
| 2006 | Helen Oh (NSW)          | Sarah Nicholson               |
| 2007 | Sunny Park (NSW)        | Frances Bondad (NSW)          |
| 2008 | Kristie Smith (WA)      | Stephanie Na (SA)             |
| 2009 | Justine Lee (NSW)       | Julia Boland (NSW)            |
| 2010 | Stacey Keating (VIC)    | Cecilia Cho                   |
| 2011 | Ashlee Dewhurst (TAS)   | Lydia Ko                      |
| 2012 | Lydia Ko                | Breanna Elliott (VIC)         |
| 2013 | Minjee Lee (WA)         | Grace Lennon (Vic) & Lydia Ko |